# Женская сборная Гуама по волейболу
Женская национальная сборная Гуама по волейболу (англ. Guam women's national volleyball team) — представляет Гуам на международных волейбольных соревнованиях. Управляющей организацией выступает Федерация волейбола Гуама (англ. Guam Volleyball Federation).

## История
Федерация волейбола Гуама — член ФИВБ с 1976 года.
За свою историю женская волейбольная сборная Гуама принимала участие только в мультиспортивных соревнованиях региона Восточной Азии и Океании — Восточноазиатских играх (хотя территориально остров Гуам относится к Океании), Тихоокеанских играх и Микронезийских играх. Медальные достижения у гуамских волейболисток связаны только с играми стран Микронезии, в которых принимают участие государства и территории этой группы островов Океании. На четырёх последних подобных соревнованиях команда Гуама выигрывала золотые медали, а о результатах предыдущих сведения отсутствуют (кроме Игр-2002, где гуамские волейболистки стали вторыми).
В Тихоокеанских играх женская волейбольная сборная Гуама участвовала нерегулярно и лучшего результата добилась в 1995 году, став 4-й. Практически во всех остальных волейбольных турнирах Игр стран Океании гуамская команда занимала места в самом низу итоговой расстановки. Неизменно худшими волейболистки Гуама становились и на Восточноазиатских играх.

## Результаты выступлений и составы

### Восточноазиатские игры
- 2001 — ?
- 2009 — 6-е место
- 2013 — 6-е место
- 2009: Джорда Нгиратумеранг, Мария Уол, Дебора Пангелинан, Дженил Бесабе, Люсия Кальво, Шарон Дель Мундо, Ребекка Салас, Перинн Круз, Одри Посадас, Камарин Рапли, Колин Флорес, Кэтрин Акинде.
- 2013: Кэтрин Акинде, Кендра Бёрд, Колин Круз, Дженна Датёйн, Мэри Джиллан, Кара Герреро, Шанниса Мендиола, Камарин Рапли, Татьяна Саблан, Джонин Терлейдж, Мария Уол, Эмма Гейтвуд, Джессика Нуньес. Тренер — Дэн Хаттиг.

### Тихоокеанские игры
| - 1966 — не участвовала - 1969 — ? - 1971 — 5-е место - 1975 — 5-е место - 1979 — ? - 1983 — не участвовала - 1987 — 5-е место - 1991 — 5-е место | - 1995 — 4-е место - 1999 — 5-е место - 2003 — 8-е место - 2007 — не участвовала - 2011 — 8-е место - 2015 — 8-е место - 2019 — 6-е место - 2023 — не участвовала |

- 2015: Деми Бреннан, Джонин Терлейдж, Шери Стэнли, Джейси Вильянуэва, Миа Санчес, Мунека Тайсипик, Эрин Вонг, Адриана Чанг, Ли Кастро, Доун Макио. Тренер — Марвин Саблан.
- 2019: Джой Блас, Самара Дуэнас, Хилари Диас, Татьяна Саблан, Джестин Саблан, Мариана Кьер, Аустия Мендиола, Эделене Крус, Лори Окада, Адриана Чанг. Тренер — Майк Рабаго.

### Микронезийские игры
1969, 1990, 1994, 1998 — ?
- 1-е место — 2006, 2010, 2014, 2018.
- 2-е место — 2002.
- 2018: Марина Кьер, Мэри Гиллан, Самира Дуэнас, Хилари Диас, Джой Блас, Дженил Бесабе, Джестин Саблан, Мунека Тайсипик, Кара Герреро, Лори Окада, Адриана Чанг, Рени Финона. Тренер — Майк Рабаго.

## Состав
Сборная Гуама на Тихоокеанских играх 2019.
| №  | Имя, фамилия    | Год рождения | Рост | Амплуа      | Клуб              |
| -- | --------------- | ------------ | ---- | ----------- | ----------------- |
| 1  | Джой Блас       | 1999         |      |             | «Тритон Атлетикс» |
| 4  | Самара Дуэнас   |              |      | связующая   | «Тритон Атлетикс» |
| 5  | Хилари Диас     |              |      | центральная | Гуам              |
| 6  | Татьяна Саблан  | 1981         |      | нападающая  | Гуам              |
| 9  | Джестин Саблан  |              |      | либеро      | «Тритон Атлетикс» |
| 10 | Мариана Кьер    |              |      | связующая   | «Тритон Атлетикс» |
| 11 | Аустия Мендиола |              |      | центральная | Гуам              |
| 12 | Эделене Крус    |              |      | нападающая  | Гуам              |
| 13 | Лори Окада      |              |      | нападающая  | «Тритон Атлетикс» |
| 20 | Адриана Чанг    | 1998         |      | либеро      | «Тритон Атлетикс» |

- Главный тренер — Майк Рабаго.